# Lijst van gemeentelijke monumenten in Kralingen-Crooswijk
De deelgemeente Kralingen-Crooswijk kent 94 gemeentelijke monumenten:
| Object                                                                               | Bouwjaar                    | Architect                                                                                         | Locatie                                         | Coördinaten                   | Nr.          | Afbeelding                                                                           |
| ------------------------------------------------------------------------------------ | --------------------------- | ------------------------------------------------------------------------------------------------- | ----------------------------------------------- | ----------------------------- | ------------ | ------------------------------------------------------------------------------------ |
| Brandgrenspand                                                                       |                             |                                                                                                   | Adamshofstraat 149                              | 51° 55' 21" NB, 4° 30' 33" OL | 0599/C-277aa | Brandgrenspand                                                                       |
| Brandgrenspand                                                                       |                             |                                                                                                   | Adamshofstraat 190                              | 51° 55' 18" NB, 4° 30' 33" OL | 0599/C-277ab | Brandgrenspand                                                                       |
| Brandgrenspand                                                                       |                             |                                                                                                   | Aegidiusstraat 239                              | 51° 55' 17" NB, 4° 30' 32" OL | 0599/C-277ac | Brandgrenspand                                                                       |
| Evangelische Broedergemeente Rotterdam, Kerkgebouw Geref. Kerk                       | 1888                        | Winters, P.G.                                                                                     | Avenue Concordia 111                            | 51° 55' 17" NB, 4° 30' 43" OL | 0599/E-150   | Evangelische Broedergemeente Rotterdam, Kerkgebouw Geref. Kerk                       |
| Woonhuis                                                                             | 1900 (ca)-1899              | H.A. Lieuwens en Zn.                                                                              | Avenue Concordia 55                             | 51° 55' 23" NB, 4° 30' 47" OL | 0599/E-079   | Woonhuis                                                                             |
| Winkel met woonhuis                                                                  | 1899                        | Lieuwens, H.A. en Zn.                                                                             | Avenue Concordia 57                             | 51° 55' 23" NB, 4° 30' 47" OL | 0599/E-080   | Winkel met woonhuis                                                                  |
| Kralingsche Apotheek, Apotheek met woonhuis                                          | 1893                        |                                                                                                   | Avenue Concordia 98-100                         | 51° 55' 18" NB, 4° 30' 46" OL | 0599/E-081   | Kralingsche Apotheek, Apotheek met woonhuis                                          |
| Tuinhek                                                                              | 1870 (ca)                   |                                                                                                   | Boezemsingel (Bij 18,19 -24 Tuinhek)            |                               | 0599/E-151   | Tuinhek                                                                              |
| Woonhuis Woonhuis De Vries                                                           | 1893, 1893-1895             | Goor, C.N. van                                                                                    | Boezemstraat 450                                | 51° 55' 50" NB, 4° 29' 50" OL | 0599/E-144   | Woonhuis Woonhuis De Vries                                                           |
| Boerderijencomplex Boszoom 60 (Boerderij), Boerderij                                 | 1850                        |                                                                                                   | Boszoom 60                                      | 51° 56' 21" NB, 4° 31' 51" OL | 0599/C-130a  | Boerderijencomplex Boszoom 60 (Boerderij), Boerderij                                 |
| Boerderijencomplex Boszoom 60 (Paardenstal)                                          |                             |                                                                                                   | Boszoom 60                                      | 51° 56' 21" NB, 4° 31' 51" OL | 0599/C-130e  | Upload foto                                                                          |
| Boerderijencomplex Boszoom 60 (Voerkuip)                                             |                             |                                                                                                   | Boszoom 60                                      | 51° 56' 21" NB, 4° 31' 51" OL | 0599/C-130g  | Upload foto                                                                          |
| Boerderijencomplex Boszoom 60 (Welput)                                               |                             |                                                                                                   | Boszoom 60                                      | 51° 56' 21" NB, 4° 31' 51" OL | 0599/C-130h  | Upload foto                                                                          |
| Boerderijencomplex Boszoom 60 (Venhoevenbrug)                                        |                             |                                                                                                   | Boszoom 60                                      | 51° 56' 21" NB, 4° 31' 51" OL | 0599/C-130i  | Upload foto                                                                          |
| Boerderijencomplex Boszoom 60 (Twee houten schuren                                   |                             |                                                                                                   | Boszoom 60                                      | 51° 56' 21" NB, 4° 31' 51" OL | 0599/C-130b  | Upload foto                                                                          |
| Boerderijencomplex Boszoom 60 (Twee hooibergen)                                      |                             |                                                                                                   | Boszoom 60                                      | 51° 56' 21" NB, 4° 31' 51" OL | 0599/C-130d  | Upload foto                                                                          |
| Boerderijencomplex Boszoom 60 (Stoephok)                                             |                             |                                                                                                   | Boszoom 60                                      | 51° 56' 21" NB, 4° 31' 51" OL | 0599/C-130f  | Upload foto                                                                          |
| Boerderijencomplex Boszoom 60 (Bijgebouw)                                            |                             |                                                                                                   | Boszoom 60A                                     | 51° 56' 21" NB, 4° 31' 51" OL | 0599/C-130c  | Upload foto                                                                          |
| Erasmus universiteit (College zalen) , Universiteit Collegezalen Erasmusuniversiteit | 1963, 1963-1970             | C. Elffers, A. van der Heyden en C.Hoogeveen                                                      | Burgemeester Oudlaan 50                         | 51° 55' 8" NB, 4° 31' 33" OL  | 0599/C-152b  | Erasmus universiteit (College zalen) , Universiteit Collegezalen Erasmusuniversiteit |
| Erasmus universiteit (Faculteiten en institutengebouw)                               | 1963, 1963-1970             | C. Elffers, A. van der Heyden en C.Hoogeveen                                                      | Burgemeester Oudlaan 50                         | 51° 55' 5" NB, 4° 31' 34" OL  | 0599/C-152a  | Erasmus universiteit (Faculteiten en institutengebouw)                               |
| Erasmus universiteit (Administratiegebouw met Aula)                                  | 1963, 1963-1970             | C. Elffers, A. van der Heyden en C.Hoogeveen                                                      | Burgemeester Oudlaan 50                         | 51° 55' 7" NB, 4° 31' 28" OL  | 0599/C-152c  | Erasmus universiteit (Administratiegebouw met Aula)                                  |
| Erasmus universiteit (Bibliotheek)                                                   | 1963, 1963-1970             | C. Elffers, A. van der Heyden en C.Hoogeveen                                                      | Burgemeester Oudlaan 50                         | 51° 55' 6" NB, 4° 31' 38" OL  | 0599/C-152d  | Erasmus universiteit (Bibliotheek)                                                   |
| Erasmus universiteit (Terrein + kunstwerk)                                           | 1963                        |                                                                                                   | Burgemeester Oudlaan 50                         | 51° 55' 3" NB, 4° 31' 24" OL  | 0599/C-152e  | Erasmus universiteit (Terrein + kunstwerk)                                           |
| Schoolgebouw                                                                         | 1898                        | Hooykaas, B. Meischke, J.C.M. Scmidt,K.                                                           | Crooswijksesingel 18-20                         | 51° 55' 47" NB, 4° 29' 22" OL | 0599/E-153   | Schoolgebouw                                                                         |
| Brandgrenspand                                                                       |                             |                                                                                                   | Dr. Zamenhofstraat 57                           | 51° 55' 24" NB, 4° 30' 5" OL  | 0599/C-277q  | Brandgrenspand                                                                       |
| Brandgrenspand                                                                       |                             |                                                                                                   | Gashouderstraat 27                              | 51° 55' 38" NB, 4° 30' 31" OL | 0599/C-277w  | Brandgrenspand                                                                       |
| Burgerhotel 'De Zon'                                                                 | 1877, 1954                  | Eckhart, Ch., Soetekouw, J.                                                                       | Hendrik de Keyserstraat 72                      | 51° 55' 55" NB, 4° 29' 18" OL | 0599/E-147   | Burgerhotel 'De Zon'                                                                 |
| Herenhuis                                                                            | 1900 (ca)-1905              |                                                                                                   | Hoflaan 111                                     | 51° 55' 15" NB, 4° 30' 52" OL | 0599/E-143   | Herenhuis                                                                            |
| Woonhuis                                                                             | 1875 (ca)                   |                                                                                                   | Hoflaan 112                                     | 51° 55' 16" NB, 4° 30' 54" OL | 0599/E-154   | Woonhuis                                                                             |
| R.K. Hogere Economische School, Montessori- en Frbelschool                           | 1931                        | Bureau Kraaijvanger                                                                               | Hoflaan 113-115                                 | 51° 55' 14" NB, 4° 30' 52" OL | 0599/E-155   | R.K. Hogere Economische School, Montessori- en Frbelschool                           |
| Voormalig Kralingsch Volkshuis, voormalige MULO                                      | 1875 (ca)-1880              |                                                                                                   | Hoflaan 132                                     | 51° 55' 13" NB, 4° 30' 53" OL | 0599/E-082   | Voormalig Kralingsch Volkshuis, voormalige MULO                                      |
| Woonhuizen                                                                           | 1880 (ca)                   | Bruijnzeel, C.                                                                                    | Hoflaan 38                                      | 51° 55' 23" NB, 4° 30' 57" OL | 0599/E-156   | Woonhuizen                                                                           |
| Woonhuizen                                                                           | 1880 (ca)                   |                                                                                                   | Hoflaan 40                                      | 51° 55' 23" NB, 4° 30' 57" OL | 0599/E-157   | Woonhuizen                                                                           |
| Villa Zonnehoek                                                                      | 1890 (ca)                   |                                                                                                   | Honingerdijk 56                                 | 51° 55' 9" NB, 4° 30' 58" OL  | 0599/E-145   | Villa Zonnehoek                                                                      |
| Tuinmanswoning Arboretum Trompenburg                                                 | 1932                        | Loghem, J.B.                                                                                      | Honingerdijk 64                                 | 51° 55' 8" NB, 4° 30' 59" OL  | 0599/C-158a  | Tuinmanswoning Arboretum Trompenburg                                                 |
| Entreepaviljoen Arboretum Trompenburg                                                | 1932, 1993-1997             | Benthem Crouwel                                                                                   | Honingerdijk 86                                 | 51° 55' 6" NB, 4° 31' 4" OL   | 0599/C-158b  | Upload foto                                                                          |
| Bedr.Ruimte Woonhuis (ijsclubgeb.controlehuisje) Bedrijfsruimte met Woonhuizen       | 1911 (ca), 1900-1919        | Verheul, J. Zn., Verheul Dzn., J.                                                                 | IJsclubdwarsstraat 2-8                          | 51° 55' 48" NB, 4° 30' 30" OL | 0599/E-159   | Bedr.Ruimte Woonhuis (ijsclubgeb.controlehuisje) Bedrijfsruimte met Woonhuizen       |
| Brandgrenspand                                                                       |                             |                                                                                                   | Infirmeriestraat 4                              | 51° 55' 19" NB, 4° 30' 9" OL  | 0599/C-277r  | Brandgrenspand                                                                       |
| Jeruzalemkerk, Chr. Gereformeerde Kerk                                               | 1904                        | Coepijn, W.C.                                                                                     | Jeruzalemstraat 95                              | 51° 55' 44" NB, 4° 30' 27" OL | 0599/E-160   | Jeruzalemkerk, Chr. Gereformeerde Kerk                                               |
| Brandgrenspand                                                                       |                             |                                                                                                   | Jonker Fransstraat 41                           | 51° 55' 40" NB, 4° 29' 11" OL | 0599/C277l   | Brandgrenspand                                                                       |
| Brandgrenspand                                                                       |                             |                                                                                                   | Kettingstraat 74                                | 51° 55' 40" NB, 4° 30' 13" OL | 0599/C-277o  | Brandgrenspand                                                                       |
| Kralingsch zwembad, Kralingsch zwembad                                               | 1934 (ca)                   |                                                                                                   | Kralinger Esch 11                               | 51° 54' 47" NB, 4° 31' 29" OL | 0599/E-161   | Kralingsch zwembad, Kralingsch zwembad                                               |
| Fontein het Oosten in Park Rozenburg                                                 | 1925                        |                                                                                                   | Kralingse Plaslaan (Bij fontein)                |                               | 0599/C-162d  | Fontein het Oosten in Park Rozenburg                                                 |
| Park Rozenburg                                                                       | 1915                        |                                                                                                   | Kralingse Plaslaan (Bij Park Rozenburg)         | 51° 55' 42" NB, 4° 30' 48" OL | 0599/C-162a  | Park Rozenburg                                                                       |
| Woonhuis Villa Kralingen                                                             | 1920                        | Roosenburg, D                                                                                     | Kralingse Plaslaan 7                            | 51° 55' 40" NB, 4° 31' 2" OL  | 0599/E-163   | Woonhuis Villa Kralingen                                                             |
| Fontein de Kikker                                                                    | 1928                        |                                                                                                   | Kralingseweg (Bij fontein)                      |                               | 0599/E-164   | Fontein de Kikker                                                                    |
| Villa Veder                                                                          | 1957-1956                   | Maaskant, H.A., Maaskant, H.A.                                                                    | Kralingseweg 185                                | 51° 55' 33" NB, 4° 31' 29" OL | 0599/E-128   | Villa Veder                                                                          |
| Golfclub Kralingen, Clubgebouw                                                       | 1933                        | Brinkman, J.A.; Vlugt, L.C. van der                                                               | Kralingseweg 200                                | 51° 55' 42" NB, 4° 32' 1" OL  | 0599/E-148   | Golfclub Kralingen, Clubgebouw                                                       |
| Flatgebouw Woningbouw Louise de Colignylaan                                          | 1957 (ca), 1955-1958        | Slob, C.                                                                                          | Louise de Colignylaan 121-169                   | 51° 55' 32" NB, 4° 31' 10" OL | 0599/C-167c  | Flatgebouw Woningbouw Louise de Colignylaan                                          |
| Flatgebouw Woningbouw Louise de Colignylaan                                          | 1957 (ca), 1955-1958        | Slob, C.                                                                                          | Louise de Colignylaan 21-69                     | 51° 55' 35" NB, 4° 31' 12" OL | 0599/C-167a  | Flatgebouw Woningbouw Louise de Colignylaan                                          |
| Flatgebouw Woningbouw Louise de Colignylaan                                          | 1957 (ca), 1955-1958        | Slob, C.                                                                                          | Louise de Colignylaan 71-119                    | 51° 55' 34" NB, 4° 31' 11" OL | 0599/C-167b  | Flatgebouw Woningbouw Louise de Colignylaan                                          |
| Woonhuis met winkels                                                                 | 1900 (ca)                   |                                                                                                   | Lusthofstraat 72-76                             | 51° 55' 26" NB, 4° 30' 37" OL | 0599/C-168a  | Woonhuis met winkels                                                                 |
| Woon en winkelpand                                                                   | 1900 (ca)                   |                                                                                                   | Lusthofstraat 78-80                             | 51° 55' 27" NB, 4° 30' 36" OL | 0599/C-168b  | Woon en winkelpand                                                                   |
| R.K. Begraafplaats en Arcade                                                         | 1936                        | Hendriks, J.P.L.                                                                                  | Nieuwe Crooswijkseweg 123-125                   |                               | 0599/C-169a  | R.K. Begraafplaats en Arcade                                                         |
| R.K. Begraafplaats, grafkapel van de familie Jamin                                   | 1936                        |                                                                                                   | Nieuwe Crooswijkseweg 123-125 (Grafkapel Jamin) |                               | 0599/C-169c  | R.K. Begraafplaats, grafkapel van de familie Jamin                                   |
| R.K. Begraafplaats, begraafplaats                                                    | 1936                        |                                                                                                   | Nieuwe Crooswijkseweg 123-125 (Poortgebouw)     |                               | 0599/C-169b  | R.K. Begraafplaats, begraafplaats                                                    |
| Brandgrenspand                                                                       |                             |                                                                                                   | Noordeinde 32                                   | 51° 55' 38" NB, 4° 30' 25" OL | 0599/C-277u  | Brandgrenspand                                                                       |
| Noorderbrug                                                                          | 1910                        |                                                                                                   | Noorderbrug                                     | 51° 55' 48" NB, 4° 29' 10" OL | 0599/E-225   | Meer afbeeldingen                                                                    |
| Brandgrenspand                                                                       |                             |                                                                                                   | Oostmaaslaan 255                                | 51° 55' 9" NB, 4° 30' 26" OL  | 0599/C-277ad | Brandgrenspand                                                                       |
| vm. Oecumenisch Centrum vm Deutsche Evangelische Kirche                              | 1961-1969                   | Dillen, J.F.H. (Joan) van, (architectenbureau Riet, Dillen, J van, Rietveld Van Dillen Van Tricht | Oostmaaslaan 950-952                            | 51° 55' 3" NB, 4° 30' 49" OL  | 0599/E-170   | vm. Oecumenisch Centrum vm Deutsche Evangelische Kirche                              |
| Brandgrenspand                                                                       |                             |                                                                                                   | Oostmaasstraat 61                               | 51° 55' 23" NB, 4° 30' 32" OL | 0599/C-277z  | Brandgrenspand                                                                       |
| Joodse begraafplaats, Brandgrenspand                                                 |                             |                                                                                                   | Oostzeedijk 252-268                             | 51° 55' 18" NB, 4° 30' 21" OL | 0599/C-277s  | Meer afbeeldingen                                                                    |
| Winkelpand                                                                           | 1910                        |                                                                                                   | Oostzeedijk 364                                 | 51° 55' 22" NB, 4° 29' 54" OL | 0599/E-171   | Winkelpand                                                                           |
|                                                                                      | 1910                        |                                                                                                   | Oostzeedijk 90                                  | 51° 55' 14" NB, 4° 30' 36" OL | 0599/E-172   |                                                                                      |
| Brandgrenspand                                                                       |                             |                                                                                                   | Oostzeedijk Beneden 161                         | 51° 55' 20" NB, 4° 30' 13" OL | 0599/C-277t  | Brandgrenspand                                                                       |
| Brandweerhuisje                                                                      | 1890                        |                                                                                                   | Oudedijk 222                                    | 51° 55' 44" NB, 4° 30' 20" OL | 0599/E-173   | Brandweerhuisje                                                                      |
| Woonhuis                                                                             | 1935 (ca)                   |                                                                                                   | Oudorpweg 21                                    | 51° 55' 20" NB, 4° 31' 22" OL | 0599/E-149   | Woonhuis                                                                             |
| Clubgebouw Clubhuis Roei Vereniging "Nautilus"                                       | 1924                        | Kloot Meijburg, H. van der, Kloot Meijburg, L.H.H. Van der                                        | Plantagelaan 3                                  | 51° 54' 45" NB, 4° 31' 6" OL  | 0599/E-174   | Clubgebouw Clubhuis Roei Vereniging "Nautilus"                                       |
| Brandgrenspand                                                                       |                             |                                                                                                   | Plantageweg 35                                  | 51° 55' 39" NB, 4° 30' 15" OL | 0599/C-277p  | Brandgrenspand                                                                       |
| Woonhuis                                                                             | 1939                        | Sutterland, H. jr.                                                                                | Plaszoom 7-9                                    | 51° 55' 49" NB, 4° 31' 16" OL | 0599/E-146   | Woonhuis                                                                             |
| Bedrijfspand                                                                         | 1900 (ca)                   |                                                                                                   | Pootstraat 43                                   | 51° 55' 56" NB, 4° 29' 42" OL | 0599/E-176   | Bedrijfspand                                                                         |
| Flatgebouw De Plantage                                                               | 1958, 1955-1958             | Fiolet, W.J.                                                                                      | Robert Baeldestraat 61-219                      | 51° 55' 28" NB, 4° 30' 21" OL | 0599/E-117   | Flatgebouw De Plantage                                                               |
| Praktijkwoning                                                                       | 1960                        |                                                                                                   | Schopenhauerweg 1                               |                               | 0599/E-199   | Praktijkwoning                                                                       |
| Woonhuis                                                                             | 1940 (ca)                   | Kees Elffers                                                                                      | s-Gravenweg 145                                 | 51° 55' 22" NB, 4° 31' 26" OL | 0599/E-177   | Woonhuis                                                                             |
| Opzichterswoning Non Plus Ultra, Opzichterswoning Non Plus Ultra                     | 1732 (ca)                   |                                                                                                   | s-Gravenweg 190                                 | 51° 55' 25" NB, 4° 31' 28" OL | 0599/E-241   | Opzichterswoning Non Plus Ultra, Opzichterswoning Non Plus Ultra                     |
| Woonhuis                                                                             | 1830 (ca)                   |                                                                                                   | s-Gravenweg 262                                 | 51° 55' 23" NB, 4° 31' 38" OL | 0599/E-178   | Woonhuis                                                                             |
| Kralinger Zicht                                                                      |                             |                                                                                                   | s-Gravenweg 421                                 | 51° 55' 17" NB, 4° 32' 21" OL | 0599/E-341   | Kralinger Zicht                                                                      |
| Woonhuis                                                                             | 1962                        |                                                                                                   | s-Gravenwetering 49                             | 51° 55' 18" NB, 4° 31' 42" OL | 0599/E-179   | Woonhuis                                                                             |
| Brandgrenspand                                                                       |                             |                                                                                                   | Sionstraat 33                                   | 51° 55' 37" NB, 4° 30' 27" OL | 0599/C-277v  | Brandgrenspand                                                                       |
| Brug                                                                                 | 1899                        |                                                                                                   | Spiegelnisserbrug                               | 51° 55' 48" NB, 4° 29' 29" OL | 0599/E-180   | Meer afbeeldingen                                                                    |
| Brandgrenspand                                                                       |                             |                                                                                                   | Taborstraat 15                                  | 51° 55' 38" NB, 4° 30' 32" OL | 0599/C-277x  | Brandgrenspand                                                                       |
| Van Galenbrug, Voetgangersbrug                                                       | 1896                        |                                                                                                   | Van Galenbrug                                   | 51° 55' 48" NB, 4° 29' 40" OL | 0599/E-181   | Meer afbeeldingen                                                                    |
| Park Rozenburg, Bruggetje                                                            | 1915                        | P.J.H. Klijnen                                                                                    | Vijverbrug (Bij park Rozenbrug)                 |                               | 0599/C-162c  | Park Rozenburg, Bruggetje                                                            |
| Herenhuis Vijverzicht                                                                | 1900 (ca)                   | Oprel, P.J.                                                                                       | Vijverweg 1                                     | 51° 55' 14" NB, 4° 30' 55" OL | 0599/C-182a  | Herenhuis Vijverzicht                                                                |
| Herenhuis                                                                            | 1900 (ca)                   | Oprel, P.J.                                                                                       | Vijverweg 3                                     | 51° 55' 13" NB, 4° 30' 55" OL | 0599/C-182b  | Herenhuis                                                                            |
| Herenhuis                                                                            | 1900 (ca)                   | Oprel, P.J.                                                                                       | Vijverweg 5                                     | 51° 55' 13" NB, 4° 30' 54" OL | 0599/C-182c  | Herenhuis                                                                            |
| Herenhuis                                                                            | 1900 (ca)                   | Oprel, P.J.                                                                                       | Vijverweg 7                                     | 51° 55' 13" NB, 4° 30' 54" OL | 0599/C-182d  | Herenhuis                                                                            |
| School                                                                               |                             |                                                                                                   | Voorschoterlaan 73                              | 51° 55' 23" NB, 4° 30' 42" OL | 0599/E-183   | School                                                                               |
| Gebouw der Kralingsche Werkliedenvereeniging Vrijh, Verenigingsgebouw                | 1887                        |                                                                                                   | Vredehofstraat 74                               | 51° 55' 26" NB, 4° 30' 43" OL | 0599/E-184   | Meer afbeeldingen                                                                    |
| Woonhuis                                                                             | 1920-1922 1934(Heerenkamer) |                                                                                                   | Vredehofweg 59                                  | 51° 55' 37" NB, 4° 30' 45" OL | 0599/E-185   | Woonhuis                                                                             |
| Park Rozenburg, Bruggetje                                                            | 1915                        | P.J.H. Klijnen                                                                                    | Waldeck de Pyrmontbrug (Bij Park Rozenburg)     | 51° 55' 42" NB, 4° 30' 48" OL | 0599/C-162b  | Park Rozenburg, Bruggetje                                                            |
| Brandgrenspand                                                                       |                             |                                                                                                   | Weteringstraat 359                              | 51° 55' 42" NB, 4° 30' 7" OL  | 0599/C-277n  | Brandgrenspand                                                                       |
| Brandgrenspand                                                                       |                             |                                                                                                   | Willem Ruyslaan 5                               | 51° 55' 36" NB, 4° 30' 36" OL | 0599/C-277y  | Brandgrenspand                                                                       |
|                                                                                      |                             |                                                                                                   | Wollefoppenstraat 75                            | 51° 55' 36" NB, 4° 29' 56" OL | 0599/C-277m  |                                                                                      |